# Школа № 627 имени генерала Д. Д. Лелюшенко
ГБОУ Школа № 627 имени генерала Д. Д. Лелюшенко — школа в Москве. Здание 1 находится на станции метро Павелецкая по ул. Дубининская, д. 42

## История
Первое здание школы № 627 было открыто в 1937 году.
В июне 1943 года на базе школы формировался штаб 4-й гвардейской Краснознаменной танковой армии.
1990—1991 учебный год — получение статуса школы с лицейскими и гимназическими классами.
1997 г. — старое здание школы обветшало и было принято решение о сносе школы и постройке нового здания. 1 сентября 1999 г. новое здание школы, которое открыло свои двери 
2004 г. — в здании школы после реконструкции на втором этаже был торжественно открыт музей Боевой Славы 4-й гвардейской Краснознаменной танковой армии.
2006 г. — Распоряжением Правительства Москвы, школе было присвоено имя дважды Героя Советского Союза генерала армии Дмитрия Даниловича Лелюшенко.
2006 г. — 9 мая во дворе школы торжественно был открыт Памятник Танку Т-34-85 «ПОБЕДЫ» под № 23 командира 63-й гвардейской танковой бригады дважды Героя Советского Союза генерал-лейтенанта Михаила Георгиевича Фомичёва.
2006 г. — школа изменила статус на «Центр образования № 627». В этом же году Центр образования получил Грант Президента РФ в рамках Федерального проекта «Образование» на организацию Центра дистанционного образования
2008 г. — Центр образования № 627 второй раз стал победителем в конкурсе «Грант Президента РФ» в рамках Федерального проекта «Образование» на организацию Центра дистанционного образования.
2009 г. — 9 мая на территории Центра в торжественной обстановке был открыт Памятник противотанковая пушка 45-мм — участница Битвы под Москвой 1941—1942 гг.
15 октября 2012 года — вследствие процесса объединения Центр образования сменил статус на Государственное бюджетное общеобразовательное учреждение Средняя общеобразовательная школа № 627 (сокращенное наименование: ГБОУ СОШ № 627). В его подчинении появляется Государственное бюджетное общеобразовательное учреждение Средняя общеобразовательная школа № 525 (сокращенное название: ГБОУ СОШ № 525) и детский сад № 841.
14 декабря 2012 года на втором этаже была открыта «Галерея мужества, доблести и славы 4-й гвардейской Краснознаменной танковой армии», Проект музей 21-века для детей и молодежи Центрального административного округа Москвы.
В октябре 2013 года на основании официальных документов состоялась процедура реорганизации ГБОУ детского сада № 735 (ул. Б. Серпуховская д. 31) и ГБОУ детского сада № 295 (ул. Садовническая) в форме присоединения к образовательному комплексу ГБОУ Школа № 627, главному зданию ул. Дубининская д. 42.
В соответствии с приказом Департамента образования города Москвы от 21 июля 2014 года № 535 состоялась процедура реорганизации ГБОУ № 1060, Вальдорфской школы им. Пинского и № 1262, школы с углубленным изучением английского языка им. Островского в форме присоединения к образовательному комплексу 627, главному зданию ул. Дубининская д. 42 и Государственное бюджетное образовательное учреждения города Москвы средняя общеобразовательная школа № 627 переименовано в Государственное бюджетное общеобразовательное учреждение города Москвы «Школа № 627 имени генерала Д. Д. Лелюшенко» (сокращенное наименование ГБОУ Школа № 627).
В ГБОУ Школа № 627 имени генерала Д. Д. Лелюшенко работает по программам общего образования: дошкольного, начального, общего и среднего (полного), развита система дополнительного образования, на бюджетной основе успешно реализуются городские образовательные проекты.
С 2013 года в Школе успешно реализуется «Курчатовский проект конвергентного образования».
В 2015 году школа вошла в проект предпрофессионального образования «Медицинский класс в московской школе».
К проекту «Инженерный класс в московской школе» образовательная организация присоединилась в 2016 году.
В 2018 году в школе началась реализация сразу двух городских проектов: «Математическая вертикаль» и «Эффективная начальная школа».
В 2019 году в школе на Дубининской начал функционировать «ИТ-класс».